# Дурасов, Фёдор Алексеевич
Фёдор Алексеевич Дурасов (1786—1855) — русский морской офицер и государственный деятель; тайный советник (с 1845), сенатор (с 1848).
Брат Александра Алексеевича Дурасова.

## Биография
Родился в 1786 году. Воспитывался в Морском кадетском корпусе, окончив курс в нём в 1798 году.

### Военная служба
В 1800 был произведён в гардемарины. В 1803 году в чине мичмана исправлял должность корабельного секретаря.
В 1806 году заведовал переправой войск в Померанию, в 1808 году — в Сестербек.
В 1810 году был произведён в лейтенанты.
В 1814 году командовал сухопутными батареями в течение 40-суточных беспрерывных действий и был ранен в грудь. За храбрость в сражениях под Данцигом был награждён золотой шпагой и орденом Святой Анны 2-й степени.
В 1818—1819 гг. был адъютантом у вице-адмиралов Колокольцева и Сарычева.
В 1820 году произведён в капитан-лейтенанты, а в следующем году был уволен от военной службы в чине капитана 2-го ранга и в связи с поступлением на службу гражданскую был переименован в надворные советники.

### Гражданская служба
С 1821 года состоял за обер-прокурорским столом во 2-м департаменте сената.
В 1824 году по Высочайшему повелению участвовал в особой следственной комиссии в Бердичеве; в 1826 году производил следствие в Тихвине. В 1827 году был командирован к сенатору Д. О. Баранову на время ревизии им Олонецкой губернии, где ревизовал Повенецкий, Пудожский и Вытегорский уезды с городами и, кроме того, осмотрел раскольнические селения, одно из которых 2-й «Ладожский скит» в числе до 150 человек, склонил к принятию православия.
С 1838 года — обер-прокурор департамента Сената. В 1845 году произведён в тайные советники.
С 5 августа 1848 года получил назначение в сенат.
В 1849 году был назначен членом Военно-судной комиссии (остальные члены комиссии: генерал-адъютант А. Г. Строганов, член Государственного совета, генерал-адъютант Н. Н. Анненков 2‑й, генерал-адъютант А. П. Толстой, сенаторы, тайные советники князь И. А. Лобанов-Ростовский, А. Ф. Веймарн) — судебного органа, специально учреждённого 25 сентября 1849 г. для суда над петрашевцами, под председательством члена Государственного совета, генерал-адъютанта графа В. А. Перовского, который должен был вынести петрашевцам (в числе которых был и Достоевский) приговор на основе материалов, собранных Секретной следственной комиссией. Комиссией был вынесен смертный приговор 21 петрашевцу.
С 1852 года состоял в Межевом департаменте сената.
Умер 20 ноября (2 декабря) 1855 года.

## Награды
- Орден Святого Владимира 4-й ст. (30.12.1808)
- Золотая шпага (26.08.1814)
- Орден Святой Анны 2-й ст. (31.08.1814, алмазные знаки 22.03.1828)
- Орден Святого Владимира 3-й ст. (17.04.1831)
- Орден Святого Станислава 2-й ст. (01.01.1833)
- Орден Святого Станислава 1-й ст. (31.12.1837)
- Орден Святой Анны 1-й ст. (13.09.1840)

## Семья
Был женат на Александре Михайловне Ленивцевой. Их дети:
- Анна (1824— ?), замужем с 28 апреля 1846 года[2] за Николаем Алексеевичем Дьяковым.
- Михаил (1828—1867)
- Александр (1831—12.06.1888[3]), камергер[4], умер от крупозного воспаления легких, похоронен церкви Благовещения в Новой Деревне.
- Пётр (1835—1894)